# Emil Rohd Schlichting
Emil Rohd Schlichting (* 4. November 2004) ist ein dänischer Fußballspieler. Er steht beim FC Utrecht unter Vertrag und kommt dort für die zweite Mannschaft zum Einsatz. Zudem ist Rohd auch dänischer Nachwuchsnationalspieler.

## Karriere

### Verein
Emil Rohd entstammt der Akademie des FC Kopenhagen und wechselte im Juli 2023 in die Niederlande zum FC Utrecht. Dort erhielt er einen Vertrag für zwei Jahre mit einer Option auf eine Verlängerung um eine dritte Saison. Rohd kam schließlich am 14. August 2023 bei der 0:1-Niederlage im Zweitligaspiel bei der Zweitvertretung von AZ Alkmaar zu seinem ersten Einsatz für die zweite Mannschaft der Utrechter, als er in der 62. Minute für Mees Akkerman eingewechselt wurde. In seinem ersten Jahr kam er regelmäßig zum Einsatz, hatte aber nicht immer in der Anfangself gestanden.

### Nationalmannschaft
Emil Rohd ist Nachwuchsnationalspieler seines Herkunftslandes Dänemark. Er kam für die Skandinavier in seiner bisherigen Karriere in den Altersklassen U19 und U20 zum Einsatz.